# Smolarnia (Kolonia Lipiny)
Smolarnia – część wsi Kolonia Lipiny w Polsce, położona w województwie wielkopolskim, w powiecie konińskim, w gminie Sompolno.
W latach 1975–1998 Smolarnia należała administracyjnie do województwa konińskiego.
Według gminnej ewidencji zabytków w miejscowości znajduje się zespół młynarski, w skład którego wchodzą: wiatrak koźlak z końca XVIII wieku oraz gliniano-murowany dom młynarza z końca XIX wieku.